# Annay-la-Côte
Annay-la-Côte je francouzská obec v departementu Yonne, v regionu Burgundsko-Franche-Comté. V roce 2008 zde žilo 361 obyvatel.

## Poloha
Obec leží 6 km na sever od města Avallon. Sousedí s obcemi: Précy-le-Sec, Lucy-le-Bois, Étaule, Annéot, Tharot, Girolles.